# Srpac
Srpac (pilica, osat, žagica; lat. Serratula), rod trajnica iz Euroazije i sjeverozapadne Afrike. Priznate su četiri vrste, od kojih jedna raste i u Hrvatskoj, to je bojadisarska pilica. 
Vrste nerazgranjeni srpac (K. lycopifolia) i zrakasta i cetinjska pilica (Klasea radiata subsp. cetinjensis), ne pripasaju ovom rodu, nego u rod Klasea.
Lastinski naziv roda dolazi od latinske riječi sera (pila), zbog pilasto nazubljenih listova.

## Vrste
1. Serratula coronata L.
2. Serratula kirghisorum Iljin
3. Serratula lancifolia Zakirov
4. Serratula tinctoria L., bojadisarska pilica

## Sinonimi
- Crupinastrum Schur
- Mastrucium Cass.
- Pereuphora Hoffmanns.